# Håstrup Sogn
Håstrup Sogn er et sogn i Fåborg Provsti (Fyens Stift).
I 1800-tallet var Håstrup Sogn anneks til Jordløse Sogn. Begge sogne hørte til Sallinge Herred i Svendborg Amt. Jordløse-Håstrup sognekommune blev senere delt, så hvert sogn dannede sin egen sognekommune. Ved kommunalreformen i 1970 blev Jordløse indlemmet i Haarby Kommune, der ved strukturreformen i 2007 indgik i Assens Kommune. Og Håstrup blev indlemmet i Faaborg Kommune, der ved strukturreformen indgik i Faaborg-Midtfyn Kommune.
I Håstrup Sogn ligger Håstrup Kirke.
I sognet findes følgende autoriserede stednavne:
- Egemose (bebyggelse)
- Halsmose (bebyggelse)
- Håstrup (bebyggelse, ejerlav)
- Kalovnshuse (bebyggelse)
- Malsdam (areal)
- Radby (bebyggelse)
- Ryegård (bebyggelse)
- Stubbedam (areal, bebyggelse)
- Tappernøje (bebyggelse)
- Trebjerg (areal)
- Østrup (bebyggelse, ejerlav)